# 氧杂环丁烷
氧杂环丁烷（Oxetane）或称1,3-环氧丙烷，噁丁环，是一种四元杂环化合物，化学式C3H6O。噁丁环一词也用来指化合物分子中四元含氧杂环的结构。

## 制备
噁丁环一种经典的制法是乙酸-3-氯异丙酯在氢氧化钾溶液中加热至150 °C：
产率约40%，同时有多种副产物。
另一种合成方法是Paternò–Büchi反应，羰基与烯烃光化学加成得噁丁环。其它方法还有二醇的环化和六元环状碳酸酯的降解。

## 紫杉醇

紫杉醇分子中含有噁丁环结构

紫杉醇是一种抗癌药物，作用机理为聚合和稳定细胞内微管，抑制肿瘤细胞的有丝分裂，噁丁环结构是分子的药物活性位点。